# Tabanus lineifrons
Tabanus lineifrons är en tvåvingeart som beskrevs av Lutz 1912. Tabanus lineifrons ingår i släktet Tabanus och familjen bromsar. Inga underarter finns listade i Catalogue of Life.